# يوأنس الثاني عشر (بابا الإسكندرية)
البابا  يوأنس الثاني عشر بابا الإسكندرية بطريرك الكنيسة القبطية الأرثوذكسية الثالث والتسعون (1480 – 1483)).
خدمته لم تدم طويلاً إذ قضى ما يقرب من 40 شهرًا فقط رأسًا للكنيسة
ظل المقر البابوي كما هو في كنيسة السيدة العذراء بحارة زويلة ودفن في دير شهران.
لم تواجهه متاعب ولا ضيقات من جانب الأمراء المماليك ولا غيرهم إذ كانوا منشغلين في أمورهم ومتناحرين على المناصب في زمن قايتباي. مما يذكر عن هذا البابا الجليل أنه أهدى كتاب «الطب الروحاني» إلى الأنبا إبرآم الذي ترأّس حفل رسامته.

## مواضيع مرتبطة
- الكنيسة القبطية الأرثوذكسية

| سبقه ميخائيل السادس | بطريرك الإسكندرية 1480 – 1483 | تبعه يوأنس الثالث عشر |